# Varanus auffenbergi
Varanus auffenbergi este o specie de reptile din genul Varanus, familia Varanidae, descrisă de Sprackland 1999. Conform Catalogue of Life specia Varanus auffenbergi nu are subspecii cunoscute.

## Galerie

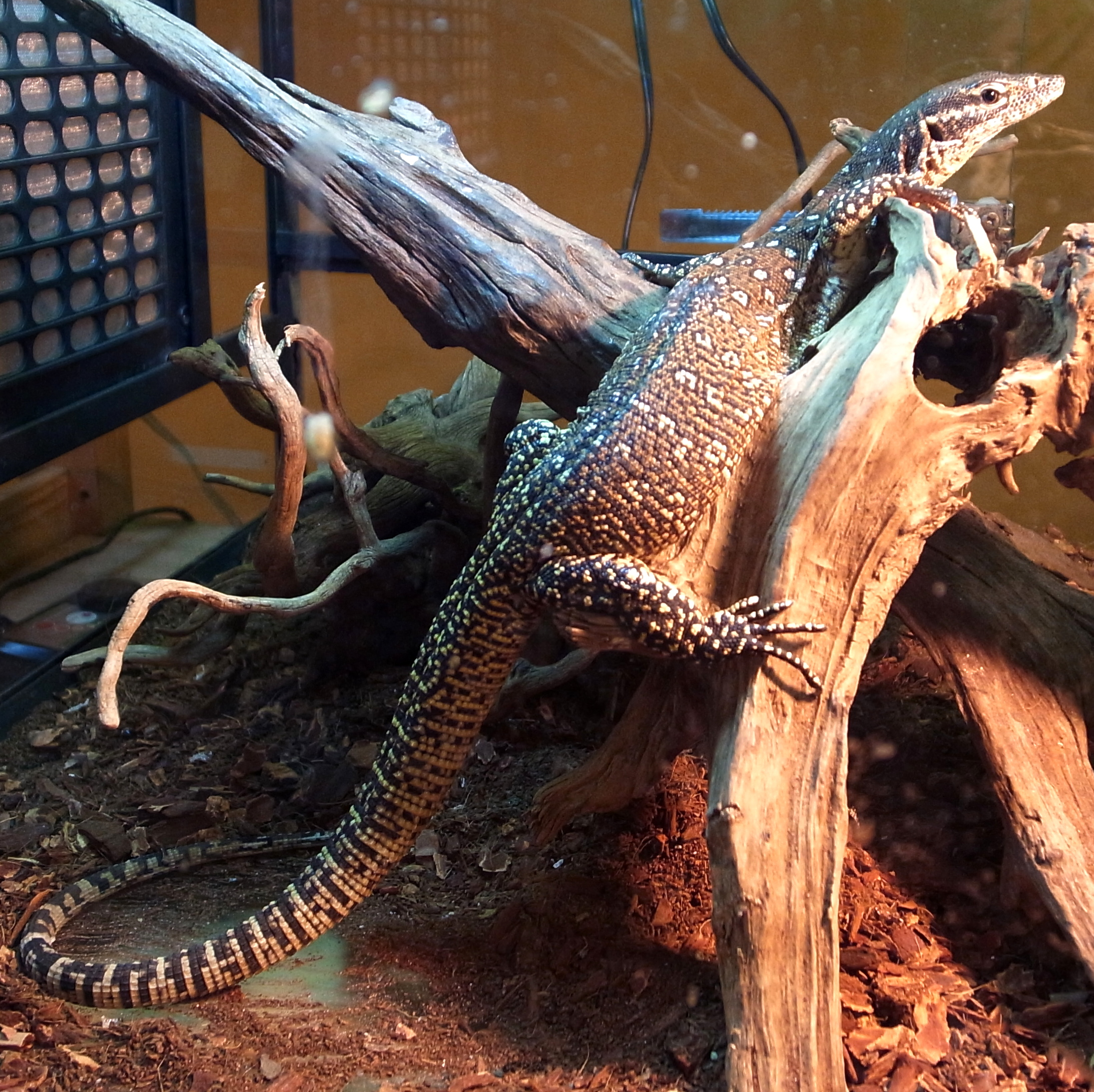
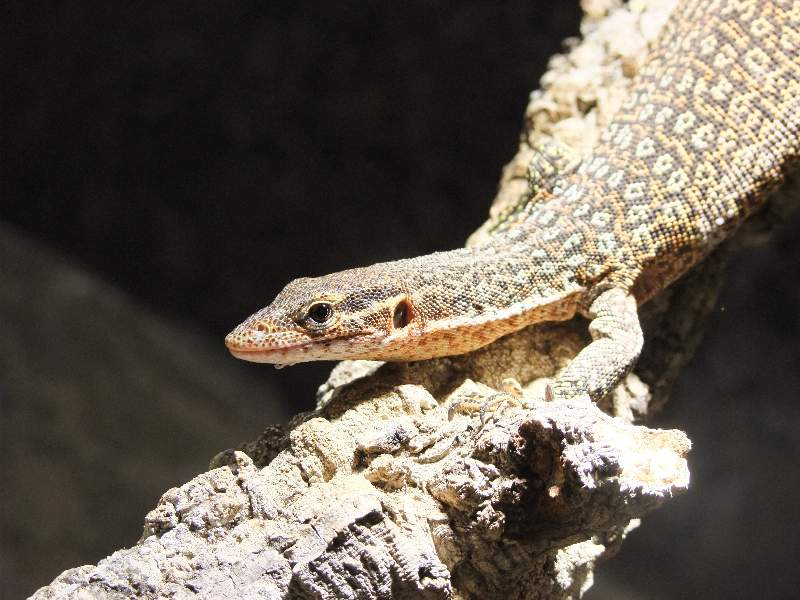